# Abuçaíde de Gurgã
Abuçaíde Zarir de Gurgã ou Abuçaíde Zarir Aljurjani (em persa: ابوسعيد ضرير گرگانی), também conhecido como Abuçaíde Gurgani e Abuçaíde Gorgani,[carece de fontes?] foi um matemático e astrônomo muçulmano persa do século IX de Gurgã, atual Irã. Escreveu um tratado sobre problemas geométricos e um outro sobre o desenho de meridiano.[carece de fontes?]